# Inside In/Inside Out
Albums de The Kooks
Konk
(2008)
Singles
1. Eddie's Gun
Sortie : 11 juillet 2005
2. Sofa Song
Sortie : 17 octobre 2005
3. You Don't Love Me
Sortie : 9 janvier 2006
4. Naïve
Sortie : 27 mars 2006
5. She Moves in Her Own Way
Sortie : 26 juin 2006
6. Ooh La
Sortie : 23 octobre 2006

Inside In/Inside Out  est le premier album du groupe anglais de rock indépendant The Kooks, publié le 6 mars 2006 par Virgin Records.

## Liste des chansons
- CD1 - Album original :

| No  | Titre                    | Durée |
| --- | ------------------------ | ----- |
| 1.  | Seaside                  | 1:40  |
| 2.  | See the World            | 2:38  |
| 3.  | Sofa Song                | 2:14  |
| 4.  | Eddie's Gun              | 2:14  |
| 5.  | Ooh La                   | 3:30  |
| 6.  | You Don't Love Me        | 2:36  |
| 7.  | She Moves in Her Own Way | 2:50  |
| 8.  | Matchbox                 | 3:11  |
| 9.  | Naïve                    | 3:23  |
| 10. | I Want You Back          | 3:26  |
| 11. | If Only                  | 2:01  |
| 12. | Jackie Big Tits          | 2:34  |
| 13. | Time Awaits              | 5:09  |
| 14. | Got No Love              | 3:40  |

- CD2 - titres bonus (Réédition Deluxe Edition du 27 août 2021) :

| No  | Titre                                       | Durée |
| --- | ------------------------------------------- | ----- |
| 1.  | Seaside (Alternative Take)                  | 0:00  |
| 2.  | Ooh La (Alternative Take)                   | 0:00  |
| 3.  | Tell Them From Me                           | 0:00  |
| 4.  | Sofa Song (Original Studio Demo)            | 0:00  |
| 5.  | 1984                                        | 0:00  |
| 6.  | You Don’t Love Me (Acoustic Demo)           | 0:00  |
| 7.  | Constantine's Love (Early Studio Demo)      | 0:00  |
| 8.  | Matchbox (Original Studio Demo)             | 0:00  |
| 9.  | She Moves In Her Own Way (Alternative Take) | 0:00  |
| 10. | In My Opinion                               | 0:00  |
| 11. | Rheory Of A Pop Star (Cassette Demo)        | 0:00  |
| 12. | Naïve (Alternative Take)                    | 0:00  |
| 13. | Inaudible Melodies                          | 0:00  |
| 14. | Something To Say (Original Studio Demo)     | 0:00  |

## Charts
| Chart (2006)                   | Position |
| ------------------------------ | -------- |
| Royaume-Uni                    | 2        |
| Irlande                        | 3        |
| U.S. Top Heatseekers           | 3        |
| Belgique                       | 4        |
| Europe                         | 10       |
| U.S. Top Digital Albums        | 13       |
| Nouvelle-Zélande               | 24       |
| Pays-Bas                       | 25       |
| Italie                         | 28       |
| Allemagne                      | 75       |
| Suisse                         | 83       |
| France                         | 107      |
| Billboard 200                  | 165      |
| Billboard Comprehensive Albums | 191      |